# Zoológico de Kabul

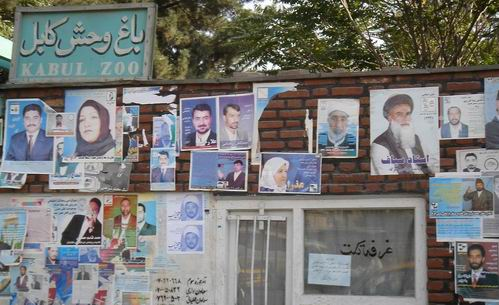
Zoo de Kabul.

El Zoológico de Kabul se encuentra en la ciudad de Kabul, Afganistán, junto a la orilla del río. El director del zoo es Aziz Gul Saqeb.

## Historia
El zoológico fue inaugurado en 1967 con una clara idea de modernizar la imagen del país con un amplio abanico de especies, especialmente autóctonas, siendo muy popular entre los visitantes del país y la prensa afgana. Al inicio, contaba con más de 700 ejemplares entre un total de 92 especies, Con los años, y sobre todo debido a las guerras, el número de especies fueron bajando drásticamente, aun así, el zoo no llegó a desaparecer y 1972, aún daba cabida a más de 500 animales y contando alrededor de 150 000 visitantes.
Durante la Guerra Civil Afgana, el zoo sufrió bastantes daños debido a los bombardeos, especialmente el acuario que recibió el impacto de un obús, además, los combatientes mataron algunos animales como ciervos y conejos para usarlos como alimentos.
Con la subida al poder de los talibanes, el zoo siguió sufriendo pérdidas por torturas y ejecuciones indiscriminadas de algunos de los animales que poseían, como dos elefantes que habían sido donados por la India. Por otro lado, algunos altos mandos talibanes sostenían que el zoo no tenía que existir ya que iba en contra de los preceptos del islam, propuesta que finalmente fue rechazada al considerarse que el Zoo de Kabul era de los pocos lugares de ocio que quedaban en la ciudad.
En 2001, falleció el símbolo de zoo y muy conocido en todo el país, el león Marjan. Una fama que alcanzó por haber sido una de las más antiguos huéspedes del parque y principalmente, por haber sobrevivido a la explosión de una granada que le lanzaron soldados de un señor de la guerra que se metió en su jaula para demostrar su coraje, quedando ciego de por vida, pero sobreviviendo hasta que años más tarde, y debido a una infección renal, Marjan falleció.
El resurgimiento definitivo del zoo llegó el mismo año que falleció la famosa león, que puso de relieve internacionalmente el estado altamente deficiente del parque, logrando así, un aporte de 400 000 dólares por parte de la Asociación Estadounidense de Zoología con el fin de mejorar sus instalaciones.
Desde 2003, el zoo cuenta con una plantilla de 60 trabajadores que se encargan de los animales. A partir de 2010, ya contaban con 280 ejemplares, incluyendo 45 especies de aves y mamíferos y 36 especies de peces. Entre los animales destacan los dos leones que reemplazaron a Marjan y la posesión del único cerdo de Afganistán, conocido por Khanzir, que fue una donación de la República Popular China. Desde 2010, alrededor de unos 10 000 personas visitan el zoo los fines de semana.

## Donaciones
El gobierno chino, uno de los principales donante de animales al zoo de Kabul, expresó su preocupación por la seguridad de sus animales donados al zoo tras la muerte de un oso macho y un ciervo entre 2004 y 2005, aparentemente a causa de enfermedades y de una mala alimentación, llegando a negarse a donar más animales hasta que mejoren las condiciones de los animales. El zoo de Carolina del Norte de Estados Unidos, ha financiado y supervisado numerosos proyectos en el zoológico de Kabul, incluyendo mejoras en las viviendas de los animales, tales como estructuras para trepar y barreras de protección, además de ofrecer ayuda en la creación de un plan de negocios para el zoo.